# Aktive Radaufhängung

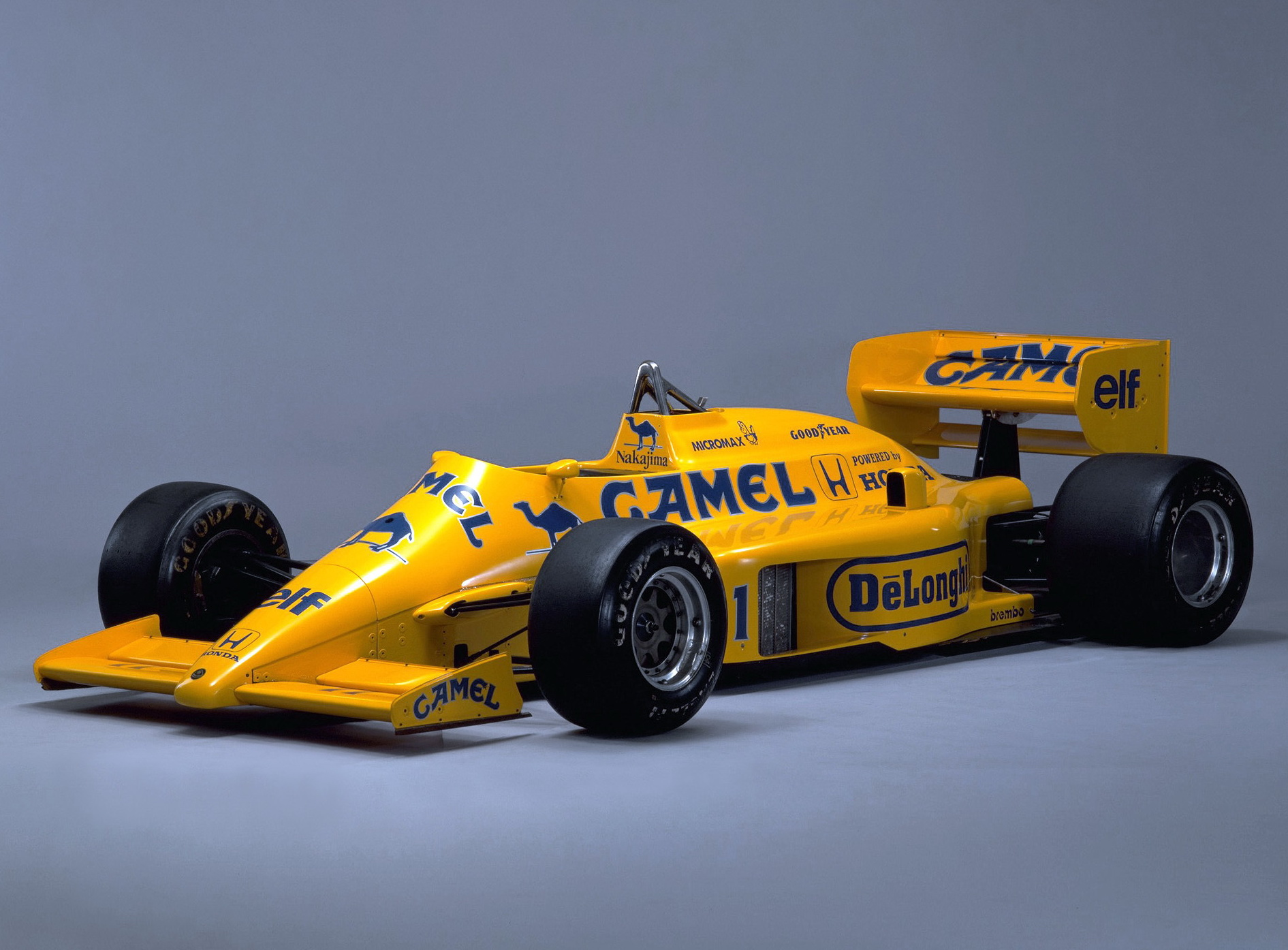
Lotus 99T mit aktiver Radaufhängung

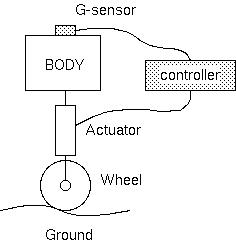
Aktive Radaufhängung

Aktive Radaufhängung ist ein Begriff, der überwiegend im Motorsport verwendet wird. In der Automobilindustrie wird dies genauer als aktive Federung (alternativ aktives Fahrwerk) bezeichnet. Dabei werden Sensoren verwendet, die Informationen über aktuelle oder auch bevorstehende Fahrzustände liefern und dadurch elektronisch vermittelt ein aktives Eingreifen in die Fahrwerksabstimmung ermöglichen. Dadurch lassen sich Federung und Dämpfung verbessern im Sinne des Fahrkomforts und/oder der Fahrsicherheit.

## Wirkungsweise
Ziel der aktiven Radaufhängung ist es, die Federung und Dämpfung des Aufbaus zu verbessern, etwa die Verringerung des Hubens, Nickens und Wankens des Wagenkörpers, verbunden ist damit häufig eine Niveauregulierung. Dabei liefert ein Aktor ganz oder teilweise jene Kräfte, die sonst passiv, durch Federn und Dämpfer, erzeugt werden. Alle für die Funktion des Systems wichtigen Informationen, (zum Beispiel Fahrgeschwindigkeit, Beschleunigungen, Einfederung, …) werden über Sensoren erfasst. Der Bordcomputer errechnet daraus die erforderliche Kraft an jedem Rad. Diese Funktionen verbrauchen Energie, die meist hydraulisch, teilweise auch elektrisch zur Verfügung gestellt werden muss.
Abhängig von Anwendungsfall, Energieverbrauch und anderen Kriterien werden unterschiedliche Aktoren verwendet. Bei Feder-Fußpunktverstellung zum Beispiel wird die Kraft hydraulisch mit einem Zylinder in Reihe mit einer Feder aufgebracht. Dies ist erforderlich, da die Stellsysteme nur eine begrenzte Leistung haben. Höherfrequente Anregungen, die nicht mehr aktiv ausgeregelt werden können, werden so vom Aufbau ferngehalten. Die Wirkungsweise hängt außer von den mechanischen Komponenten stark von der Software ab, so dass hier Wissen und Phantasie der Ingenieure gefragt sind. 
Von der aktiven Radaufhängung zu unterscheiden sind semi-aktive Federungen, bei denen zwischen verschiedenen Kennlinien der Feder- oder Dämpferelemente umgeschaltet werden kann (vgl. Hydraktive Federung, Magnetorheologische Stoßdämpfer).

## Verwendung im Rennsport
Die Entwicklung der aktiven Radaufhängung wurde bei Lotus noch unter Colin Chapman bereits 1981/1982 begonnen. Zum ersten Mal renntauglich wurde die aktive Radaufhängung 1987 bei Lotus Cars im Modell 99T benutzt. Parallel dazu entwickelte Williams im FW11B ebenfalls eine aktive Radaufhängung. Jedoch war die aktive Radaufhängung noch unausgereift und die Software konnte das Potenzial dieser Technik nicht ausnutzen. Dennoch gewann der Lotus 99T mit Ayrton Senna die Rennen in Monaco und den USA (Detroit). Nelson Piquet gewann im Williams-Honda das Rennen in Italien. 1988 ging die Entwicklung vor allem bei Williams und Lotus unvermindert weiter; die Technik erwies sich jedoch als zu komplex und wurde bis auf weiteres eingestellt, bis sie dann zu Ende der Saison 1991 von Williams wieder aufgenommen wurde. In der Saison 1992 gelang der Durchbruch; Nigel Mansell wurde im Williams FW14B überlegen Fahrerweltmeister, das Williams-Team sicherte sich die Konstrukteursweltmeisterschaft. Die Technik, die dem Williams-Team einen enormen Vorteil verschaffte, wurde zu Beginn der Saison 1993 auch von anderen Teams übernommen und weiterentwickelt. Alain Prost errang in diesem Jahr den zweiten Titel für einen Williams mit aktiver Radaufhängung. Ende 1993 wurde die computergesteuerte Federung und Dämpfung von der FIA verboten.
Von 2008 bis 2014 wurde in der Formel 1 das rein hydraulisch gesteuerte FRIC-System verwendet. FRIC ist ein Akronym für Front and Rear Inter-Connected. FRIC wurde 2014 von der FIA in der Formel 1 als bewegliches aerodynamisches Hilfsmittel und damit als regelwidrig eingestuft. Aktuell wird FRIC in der FIA-Langstrecken-Weltmeisterschaft WEC eingesetzt.
Da die abtriebserzeugende Luftströmung um Rennwagen sehr empfindlich auf Änderungen des Nickwinkels und der Bodenfreiheit reagiert, wird die Lage des Fahrzeugs unabhängig von den äußeren Bedingungen (Fahrgeschwindigkeit, Tankinhalt, …) so eingestellt, dass die aerodynamischen Anbauteile günstig angeströmt werden und die Bodenfreiheit möglichst konstant ist. Durch die Verteilung der Radlastdifferenzen auf Vorderachse und Hinterachse kann außerdem das Unter-/Übersteuern in Kurven sowie die Traktion beim Beschleunigen aus Kurven verbessert werden.

## Verwendung im Straßenverkehr
1983 debütierte die erste elektronisch geregelte semi-aktive Radaufhängung für Stahlfederung und 1986 für Luftfederung im Toyota Soarer: Toyota Electronic Modulated Suspension (TEMS, aktuelle Bezeichnung: Adaptive Variable Suspension).
Im März 1989 wurde bei der Präsentation des Mercedes-Benz SL R129 das System ADS (Adaptives Dämpfungssystem) als Option angeboten. Es war eine teil-hydraulische Radaufhängung mit Niveauregulierung sowohl für die Vorder- wie für die Hinterachse. Die optimale Dämpfung wurde pro Rad anhand von Parametern von Radbeschleunigungssensoren sowie von Längs- und Querbeschleunigungssensoren des Fahrzeugs andauernd elektronisch berechnet und in vier Stufen angepasst. Zudem wurde das Fahrzeug bei Geschwindigkeiten ab 120 km/h um 20 mm tiefergelegt und die Bodenfreiheit konnte bei Geschwindigkeiten unter 40 km/h per Knopfdruck um 40 mm erhöht werden.
1989 wurde im Toyota Celica (und 1991 im Toyota Soarer/Lexus SC) eine computergestützte, hydraulische Toyota Active Control Suspension eingeführt, die keine Stabilisatoren benötigt und das Wanken ausgleicht. Laut Toyota war das die weltweit erste aktive Federung. (Mercedes-Benz hat 1999 ein ähnliches System eingeführt: Active Body Control)
1991 hat Nissan im Cima und Infiniti Q45 ein hydraulisches, elektronisch geregeltes aktives Fahrwerk eingeführt: Full Active Suspension.
Citroën führte 1995 im Citroën Xantia zusätzlich zur Hydractive-II-Federung eine aktive Fahrwerksstabilisierung (AFS) ein. Der Xantia Activa war das (technische) Topmodell der Xantia-Baureihe von Citroën. Die Vorstellung war Ende 1994, gebaut wurden zwischen Frühjahr 1995 und Herbst 2001 etwas mehr als 18.000 Stück.
Die Aktive Fahrwerksstabilisierung des Xantia Activa arbeitete als Wankstabilisierung, im französischen SC.CAR = Systeme Citroën de Contrôle Actif du Roulis. Das System war der erste serienmäßig angebotene aktive Querstabilisator im Automobilbau. Mit ihm wird die Seitenneigung durch mechanische Regelung mit Hydraulikzylindern, die auf die Querstabilisatorstangen einwirken, auf ein Minimum (−0,2° bis 1°) reduziert. Diese Technik ermöglicht (laut Werksangabe) bei optimal griffiger Fahrbahn Querbeschleunigungen von bis zu 1,2g und bietet dabei einen überdurchschnittlich hohen Federungskomfort und mit sicherer Straßenlage. Gegenüber den Standardmodellen hat der Activa Sitze mit verstärkten Seitenwangen, welche zudem bei der ersten Serie (X1) pneumatisch verstellbar sind. Dadurch ist mehr Seitenhalt gewährleistet.
Funktionsweise von AFS/SC.CAR: Beide Querstabilisatoren (vorne 28 mm, hinten 25 mm Durchmesser) sind diagonal gegenüberliegend (vorne-links und hinten-rechts) über einen Differential-Hydraulikzylinder mit den Radlenkern verbunden.
Diese Zylinder sind an ein Reglerventil angeschlossen, das von den vorderen Querlenkern mit Schubstangen über eine Feder-Hebel-Mechanik direkt betätigt wird. Auftretendes Rollmoment (Seitenneigung) wirkt auf die Querlenker entgegengesetzt – ein Rad federt ein, das andere federt aus. Dadurch wird das Reglerventil – der Neigungskorrektor – durch die Schubstangen in eine Richtung hin aus seiner Ruhelage (Geradeausstellung) gezogen/geschoben, wodurch es einen dem Rollmoment proportionalen Druck in den Hydraulikzylindern einstellt.
Die Hydraulikelemente verändern dadurch ihre Länge und wirken so der Verspannung des Querstabilisator entgegen. Sie „drücken“ die Karosserie über die Querstabilisatorstangen gegen das einwirkende Rollmoment wieder in die Horizontale, womit Kurvenfahren bis zu 0,6g Querbeschleunigung mit −0,2 bis 0,5° Seitenneigung ermöglicht wird. Ab 0,6g Querbeschleunigung kommen die Stellzylinder an ihren Anschlag, ab hier neigt sich der Xantia Activa bis zum Erreichen des Kurvengrenzbereiches bis zu 1° in die Kurve, was dem Wert eines guten Sportwagens mit entsprechend straffer Abstimmung entspricht. Mit dieser Technik ist der Xantia Activa bis heute (2020) Rekordhalter beim Elchtest, den der Citroën mit 85 km/h noch vor dem Porsche 911 GT3 oder dem Audi R8 besteht.
Da dieser aktive Rollstabilisator unabhängig vom Hydractive-II-Fahrwerk arbeitet, bleibt deren Federweg auch bei extremer Kurvenfahrt fast ganz erhalten und sorgt so für eine bessere Straßenlage in diesen Situationen als das konventionelle Radaufhängungen können. Bei Geradeausfahrt wird über das Steuergerät der Hydractive-Federung zudem ein Magnetventil betätigt, das eine zusätzliche Federkugel in den hydraulischen Regelkreis der Stellzylinder schaltet. Dadurch wird zum einen die Steifigkeit der hart abgestimmten Stabilisatorstangen „virtuell“ durch die Gasfüllung der Federkugel abgemildert, um Kopierbewegungen zu reduzieren und so den Komfort zu erhöhen. Zudem wirkt sie durch ihre Speicherwirkung dämpfend auf den Regelkreis, damit bei Geradeausfahrt keine unerwünschten Regelschwingungen durch federungsbedingte kurzzeitige Betätigung des Neigungskorrektors auftreten.
Mercedes-Benz führte 1999 im CL ein aktives Federungssystem unter der Bezeichnung Active Body Control ein, bei der die Aufbaufreiheitsgrade Huben, Nicken, Wanken aktiv beeinflusst wurden. Durch hydraulische Zusatzkräfte an jedem Rad werden Wank- und Nickbewegungen bei Kurvenfahrt oder Längsbeschleunigung weitgehend vermieden, ohne dass der Fahrkomfort bei unebener Fahrbahn leidet. Damit wird sowohl ein sehr gutes Fahrverhalten als auch ein hoher Fahrkomfort ermöglicht.
Andere Modelle von Mercedes-Benz (Adaptives Dämpfungs-System ADS), Porsche (Porsche Active Suspension Management PASM), Audi (adaptive air suspension), BMW (EDC), Opel (FlexRide) und Renault haben Systeme, bei der nicht alle Aufbaufreiheitsgrade geregelt werden: Continuous Damping Control.
Weiterentwicklungen setzen auf elektronische Steuergeräte, die den Fahrzustand über Sensoren erfassen und Aktoren (Aktive Stabilisatoren) entsprechend ansteuern. Zum Beispiel BMW (Dynamic Drive: aktive Stabilisatoren, alternative Bezeichnungen: Adaptive Drive, Active Roll Stabilization ARS) oder Porsche PDCC.
Die Firma Bose entwickelt eine aktive Federung auf Basis eines Linearmotors. Die statische Radlast wird hier durch eine passive Feder getragen.

## Anwendung im Motorrad
BMW entwickelte zunächst für die BMW HP4, die 2012 vorgestellt wurde, das semiaktive Fahrwerk dynamic damping control (DDC). Es bestand aus einer geregelten Feder-Dämpfer-Einheit und einer Upside-Down-Gabel. Weitere Systemkomponenten sind ein Steuergerät und die Federwegsensorik, die den Radhub und die Einfedergeschwindigkeit ermitteln. Das System wird seit 2015 auch in der S1000RR und danach in allen dynamischen Fahrzeugen S1000R, S1000XR, R1250R und R1250RS wahlweise angeboten. In der Baureihe (R1250GS, R1250RT) mit wassergekühlten Boxermotoren besteht das System wegen der Telelever-Vorderradführung aus zwei Feder-Dämpfer-Einheiten und wird als dynamic ESA vermarktet.
Ducati hat ein ähnliches System unter der Bezeichnung Sky hook in der Ducati 1199 Panigale.
KTM nennt sein System Suspension Control Unit (SCU). Es ist in den großen V2-Modellen seit 2015 verfügbar.
Moto Guzzi führte eine semi-aktive Federung vom Zulieferer Öhlins Ende 2022 mit dem Modell V100 Mandello S ein.